# تاجیهی نو آگاتاموری
تاجیهی نو آگاتاموری (به ژاپنی: 多治比 縣守 たじひ の あがたもり); تولد نامشخص – مرگ ۷۲۰ میلادی، سامورایی یک ژنرال و شوگون در دوره هی‌آن اهل ژاپن بود. در سال ۷۲۰ به عنوان شوگون منصوب شد و به فتح امیشی به شمال ژاپن رفت.
در سپتامبر سال چهارم یورو (۷۲۰)، کامی تسوکه‌نو نو هیروهیتو ja:上毛野広人، فرستاده امور نظامی ولایت موتسو، به قتل رسید، و اولین شورش در مقیاس بزرگ توسط امیشی در تاریخ آغاز شد. در آن زمان، دربار امپراتوری به تازگی پس از مرگ فوجیوارا نو فوهیتو در ماه اوت، قدرت را به دست گرفته بود، و پادشاه ناگایا به تازگی قدرت را به دست گرفته بود، اما پس از شنیدن شورش، آنها به سرعت پاسخ دادند. روز بعد، ۲۹ سپتامبر، آگاتا نو کامی به دلیل توانایی رهبری اش در رهبری هیئت چینی و تجربه اش به عنوان یک مقام محلی در منطقه شرق (موساشی نو کونی کامی) مورد ستایش قرار گرفت و دومین ستتو به او اهدا شد. به عنوان ستسو سی ای شوگون منصوب شد و همراه با ایشییو شیموگه‌نو که به عنوان معاون ژنرال منصوب شد و آبه سوروگا ژنرال جی ستسو جینچوکو برای سرکوب شورش به منطقه توهوکو رفت.